# برای خودآزمایی
برای خودآزمایی (انگلیسی: For Self-Examination) اثری از فیلسوف دانمارکی سورن کی‌یرکگور است. این کتاب در ۲۰ سپتامبر ۱۸۵۱ به‌عنوان بخشی از دومین دوره نویسندگی کی‌یرکگور منتشر شد. این اثر را یکی از دم‌دستی‌ترین آثار کی‌یرکگور نامیده‌اند. او با «تخیل استعاری یک شاعر، اندیشمندی یک فیلسوف و متکلم، هوی‌وهوس یک طنزپرداز، و شور یک عاشق و مؤمن» می‌نویسد.
پیشگفتار - خواننده عزیز، در صورت امکان با صدای بلند بخوانید! اگر این کار را می‌کنید، اجازه دهید از شما تشکر کنم. این کار را انجام می‌دهید، و بر دیگران نیز تأثیر می‌گذارید تا این کار را انجام دهند. به من اجازه دهید تا از آن‌ها و شما بارها و بارها تشکر کنم! با بلندخوانی تأثیرگذارترین تصور را به‌دست خواهید آورد که فقط خودتان باید درک کنید، نه من. و در نهایت [باید بگویم برای انجام دادن بلندخوانی شما] «بی‌اختیار» هستم، و نه دیگران، که باعث حواس پرتی خواهند شد.— سورن کی‌یرکگور، برای خودآزمایی, در: ضرورت کی‌یرکگور، ۲۰۰۰، ص. ۳۹۳